# St. Hilaria und Afra (Arnried)

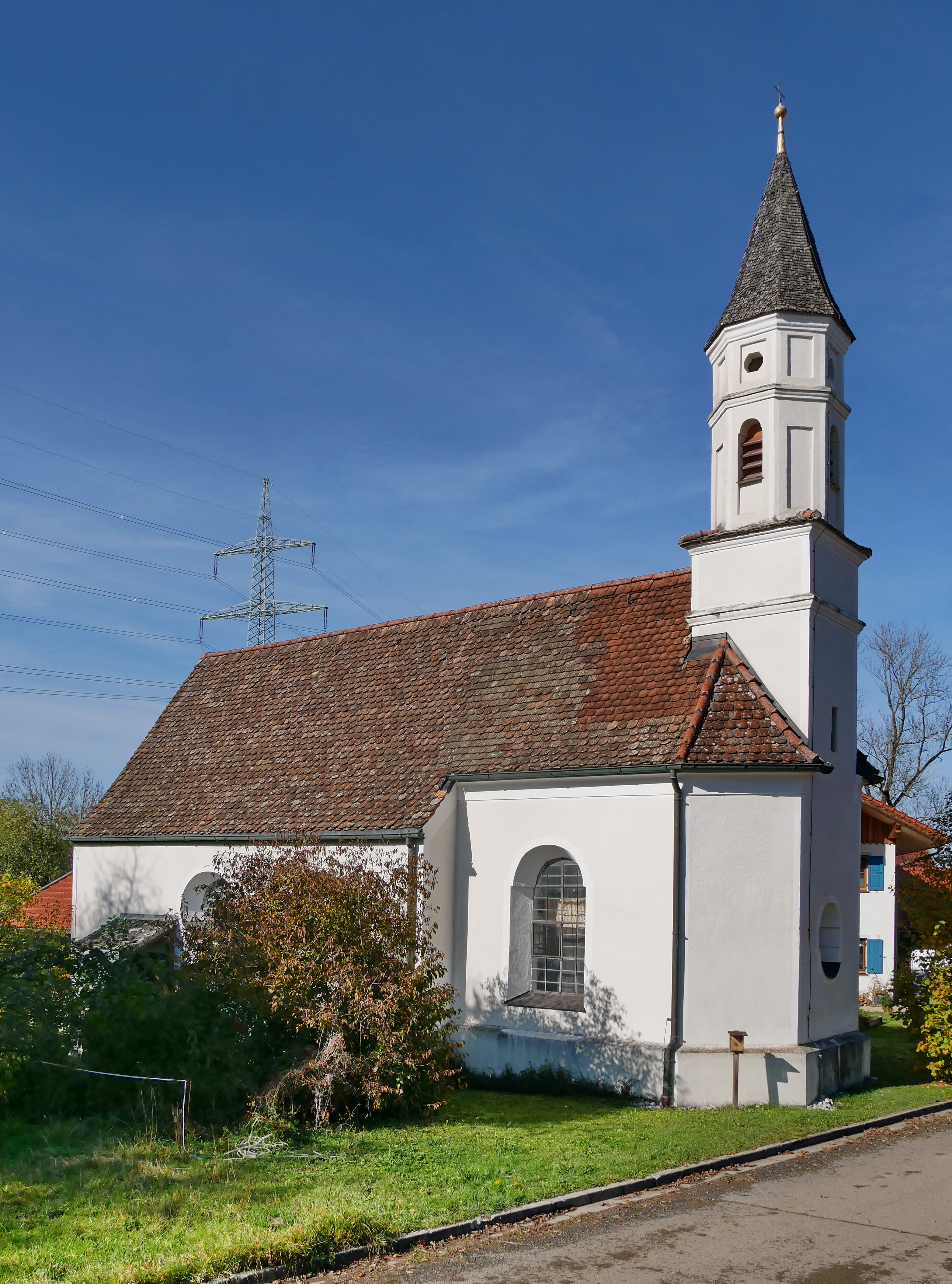
St. Hilaria und Afra in Arnried

Die römisch-katholische Filialkirche St. Hilaria und Afra steht in Arnried, einem Gemeindeteil von Eberfing im oberbayerischen Landkreis Weilheim-Schongau. Das Bauwerk ist als Baudenkmal unter der Nr. D-1-90-120-11 eingetragen.

## Beschreibung
Das barocke Langhaus der Saalkirche wurde 1759 erbaut und 1885 nach Westen verlängert. Der eingezogene, dreiseitig geschlossene Chor im Osten stammt im Kern vom abgebrochenen mittelalterlichen Vorgängerbau. Der Kirchturm auf quadratischem Grundriss ist an der Stirnseite des Chors eingestellt. Er wurde 1885 mit einem achteckigen Geschoss aufgestockt, das den Glockenstuhl mit zwei Kirchenglocken beherbergt, und mit einem Helm versehen, der mit Schindeln bedeckt ist.
Der Innenraum des Langhauses ist mit einer längsovalen Flachkuppel überspannt, der des Chors mit einem Stichkappengewölbe. Der um 1730 gebaute Hochaltar wird von den Skulpturen der Afra von Augsburg und ihrer Mutter Hilaria flankiert.